# Parco nazionale della foresta di Tuchola
Il parco nazionale della foresta di Tuchola (in polacco Park Narodowy Bory Tucholskie) è un parco nazionale della Polonia.

## Geografia
Istituito nel 1996, il parco nazionale è circondato dall'area paesaggistica protetta di Zaborski (Zaborski Park Krajobrazowy), di 340,26 km². Si trova nella parte centro-settentrionale della Polonia, nel voivodato della Pomerania. Il parco sorge al centro della più estesa area forestale contigua della Polonia dopo la foresta vergine di Białowieża (Puszcza Białowieska). Questo complesso forestale si estende su una superficie di circa 1170 km². È proprio a questa foresta, la foresta di Tuchola (Bory Tucholskie), che il parco nazionale deve il nome. Tipiche del parco nazionale sono le grandi distese di depositi glaciofluviali che si formarono durante l'era glaciale sotto l'influenza delle acque di disgelo. Le pianure di depositi sono interrotte da numerose dune, canaloni postglaciali e valli fluviali. L'obiettivo principale del parco nazionale è proteggere questo originale paesaggio sabbioso, unico in Polonia e in Europa. Nel parco nazionale ci sono oltre 20 laghi, inclusi alcuni laghi oligotrofi dalle acque cristalline. I fiumi Brda (in tedesco Brahe) e Wda (in tedesco Schwarzwasser) scorrono attraverso le valli del parco nazionale, caratterizzate da sponde alte e ripide, con una pendenza particolarmente forte (rispettivamente fino allo 0,65 e allo 0,72%) e un numero relativamente elevato di piccoli corsi d'acqua che vi confluiscono. Nel parco nazionale è possibile visitare l'acquedotto più lungo della Polonia a Fojutowo e il museo all'aperto più antico del Paese a Wdzydze. I laghi e i fiumi del parco nazionale offrono anche le condizioni ideali per gli sport acquatici. Dal 1928 sul Brda, che insieme al Wda è uno dei corsi d'acqua più pittoreschi della Polonia, vengono organizzate gare internazionali di canoa slalom. Sui laghi più grandi è praticata anche la vela.

## Flora

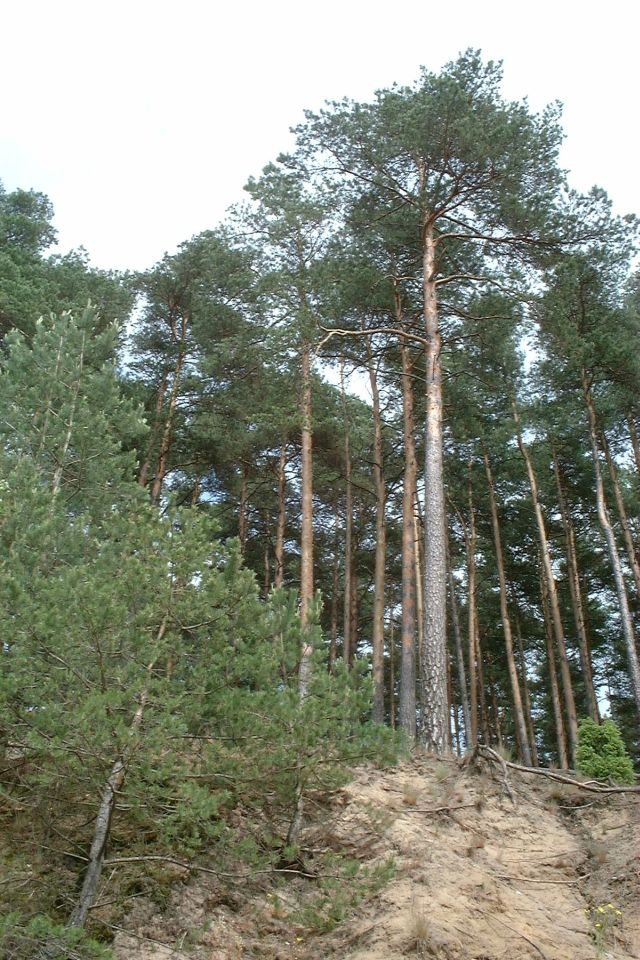
Una pineta nel parco.

Il parco è prevalentemente ricoperto da foreste di pini. Tra le specie floristiche degne di nota ricordiamo la lobelia acquatica, la calamaria lacustre e il giunco unifloro, che forma grandi distese nelle zone palustri.

## Fauna
Oltre a gru, gufi reali, aquile di mare, quattrocchi e martin pescatori, nel parco nazionale vivono altre numerose specie di uccelli (ne sono state registrate 144). Il simbolo del parco nazionale è il gallo cedrone, una specie che fino a poco tempo fa viveva in gran numero nella foresta di Tuchola, ma che attualmente non è presente nell'area del parco nazionale. Dal momento che la sua sagoma campeggia sullo stemma del parco, i conservazionisti stanno lavorando alla sua reintroduzione. Tra i grandi mammiferi qui presenti ricordiamo cervi, caprioli, cinghiali, volpi, martore, lontre e tassi. Degna di nota è la frequente presenza di pipistrelli, compresi il pipistrello di Nathusius, l'orecchione comune, il vespertilio maggiore, il vespertilio di Daubenton e il vespertilio di Natterer. Nei laghi del parco si trovano anche diverse specie native di pesci, ad esempio coregoni, anguille, pesci persici, tinche, abramidi e bottatrici.